# Promozione Emilia-Romagna 1990-1991
Nella stagione 1990-1991 la Promozione era sesto livello del calcio italiano (il massimo livello regionale). Qui vi sono le statistiche relative al campionato in Emilia-Romagna.
Il campionato è strutturato in vari gironi all'italiana su base regionale, gestiti dai Comitati Regionali di competenza. Promozioni alla categoria superiore e retrocessioni in quella inferiore non erano sempre omogenee; erano quantificate all'inizio del campionato dal Comitato Regionale secondo le direttive stabilite dalla Lega Nazionale Dilettanti, ma flessibili, in relazione al numero delle società retrocesse dal Campionato Interregionale e perciò, a seconda delle varie situazioni regionali, la fine del campionato poteva avere degli spareggi sia di promozione che di retrocessione.

## Girone A

### Squadre partecipanti
| Squadra                      | Città (provincia)                      |
| ---------------------------- | -------------------------------------- |
| S.P. Argentana               | Argenta (FE)                           |
| A.C. Castel San Pietro Terme | Castel San Pietro (BO)                 |
| Calcio Castrocaro TDS        | Castrocaro Terme e Terra del Sole (FC) |
| A.C. Cervia                  | Cervia (RA)                            |
| A.C. Cocif Longiano          | Longiano (FC)                          |
| A.C. Masi Torello            | Masi Torello (FE)                      |
| A.C. Massalombarda           | Massa Lombarda (RA)                    |
| U.S. Ostellato               | Ostellato (FE)                         |
| A.C. Piangipane              | Piangipane (RA)                        |
| A.C. Ribelle                 | Castiglione di Ravenna (RA)            |
| Pol. Sammartinese            | Forlì (FC)                             |
| A.C. Sammaurese              | San Mauro Pascoli (FC)                 |
| A.S. Santarcangiolese        | Santarcangelo di Romagna (RN)          |
| S.S. Savignanese             | Savignano sul Rubicone (FC)            |
| Sportiva Bagnese             | Bagno di Romagna (FC)                  |
| A.C. Tropical Ospedaletto    | Coriano (RN)                           |

### Classifica finale
|  | Pos. | Squadra                 | Pt | G  | V  | N  | P  | GF | GS | DR  |
|  | ---- | ----------------------- | -- | -- | -- | -- | -- | -- | -- | --- |
|  | 1.   | Castel San Pietro Terme | 49 | 30 | 20 | 9  | 1  | 64 | 16 | +48 |
|  | 2.   | Argentana               | 46 | 30 | 18 | 10 | 2  | 54 | 23 | +31 |
|  | 3.   | Castrocaro T.D.S.       | 38 | 30 | 13 | 12 | 5  | 31 | 18 | +13 |
|  | 4.   | Savignanese             | 36 | 30 | 13 | 10 | 7  | 41 | 33 | +8  |
|  | 5.   | Tropical Ospedaletto    | 36 | 30 | 14 | 8  | 8  | 33 | 29 | +4  |
|  | 6.   | Cocif Longiano          | 34 | 30 | 11 | 12 | 7  | 29 | 23 | +6  |
|  | 7.   | Cervia                  | 32 | 30 | 9  | 14 | 7  | 28 | 24 | +4  |
|  | 8.   | Santarcangiolese        | 30 | 30 | 10 | 10 | 10 | 34 | 33 | +1  |
|  | 9.   | Massalombarda           | 28 | 30 | 7  | 14 | 9  | 29 | 27 | +2  |
|  | 10.  | Masi Torello            | 27 | 30 | 10 | 7  | 13 | 37 | 39 | -2  |
|  | 11.  | Ostellato               | 27 | 30 | 7  | 13 | 10 | 27 | 37 | -10 |
|  | 12.  | Sammaurese              | 25 | 30 | 8  | 9  | 13 | 31 | 37 | -6  |
|  | 13.  | Sportiva Bagnese (-3)   | 23 | 30 | 8  | 10 | 12 | 22 | 34 | -12 |
|  | 14.  | Ribelle                 | 20 | 30 | 5  | 10 | 15 | 21 | 53 | -32 |
|  | 15.  | Sammartinese            | 17 | 30 | 4  | 9  | 17 | 17 | 42 | -25 |
|  | 16.  | Piangipane              | 9  | 30 | 2  | 5  | 23 | 18 | 48 | -30 |

- Castel San Pietro ammessa alla finale, promossa in Interregionale dopo gli spareggi con Boca e Correggese.
- Le squadre dal 2º all'11º posto sono ammesse in Eccellenza.
- Sammartinese e Piangipane retrocedono in Prima Categoria.

## Girone B

### Squadre partecipanti
| Squadra                  | Città (provincia)        |
| ------------------------ | ------------------------ |
| A.C. Bo.Ca.              | Bologna (BO)             |
| A.C. Castellarano        | Castellarano (RE)        |
| A.C. Casumaro            | Casumaro (FE)            |
| U.S. Corticella          | Bologna (BO)             |
| F.C. Finale              | Finale Emilia (MO)       |
| F.C. Formigine           | Formigine (MO)           |
| A.C. Galliera            | Bologna (BO)             |
| S.C. Medicina            | Medicina (Italia) (BO)   |
| U.S. Mirandolese         | Mirandola (MO)           |
| Pol. Molinella           | Molinella (BO)           |
| U.P. Pianorese           | Pianoro (BO)             |
| A.S. Porretta            | Porretta Terme (BO)      |
| A.C. Sasso Marconi       | Sasso Marconi (BO)       |
| U.C. Vignolese           | Vignola (MO)             |
| Pol. Virtus Castelfranco | Castelfranco Emilia (MO) |
| A.S. Vis San Prospero    | San Prospero (MO)        |

### Classifica finale
|  | Pos. | Squadra             | Pt | G  | V  | N  | P  | GF | GS | DR  |
|  | ---- | ------------------- | -- | -- | -- | -- | -- | -- | -- | --- |
|  | 1.   | Boca                | 47 | 30 | 19 | 9  | 2  | 56 | 14 | +42 |
|  | 2.   | Casumaro            | 47 | 30 | 22 | 3  | 5  | 61 | 24 | +37 |
|  | 3.   | Virtus Castelfranco | 39 | 30 | 15 | 9  | 6  | 41 | 25 | +16 |
|  | 4.   | Corticella          | 39 | 30 | 16 | 7  | 7  | 49 | 34 | +15 |
|  | 5.   | Pianorese           | 37 | 30 | 12 | 13 | 5  | 30 | 19 | +11 |
|  | 6.   | Castellarano        | 33 | 30 | 8  | 17 | 5  | 20 | 13 | +7  |
|  | 7.   | Finale              | 32 | 30 | 12 | 8  | 10 | 37 | 34 | +3  |
|  | 8.   | Vis San Prospero    | 30 | 30 | 10 | 10 | 10 | 31 | 28 | +3  |
|  | 9.   | Molinella           | 30 | 30 | 10 | 10 | 10 | 17 | 25 | -8  |
|  | 10.  | Medicina            | 28 | 30 | 8  | 12 | 10 | 28 | 32 | -4  |
|  | 11.  | Sasso Marconi       | 23 | 30 | 6  | 11 | 13 | 30 | 45 | -15 |
|  | 12.  | Galliera            | 22 | 30 | 7  | 8  | 15 | 21 | 36 | -15 |
|  | 13.  | Porretta            | 21 | 30 | 7  | 7  | 16 | 24 | 44 | -20 |
|  | 14.  | Vignolese           | 19 | 30 | 3  | 13 | 14 | 10 | 32 | -22 |
|  | 15.  | Formigine           | 18 | 30 | 3  | 12 | 15 | 13 | 38 | -25 |
|  | 16.  | Mirandolese         | 15 | 30 | 5  | 5  | 20 | 17 | 42 | -25 |

Spareggio 1.posto:
a Ferrara: Boca-Casumaro 2-1
- Boca ammessa alla finale , promossa in Interregionale dopo gli spareggi con Castel San Pietro e Correggese.
- Le squadre dal 2º al 10º posto sono ammesse in Eccellenza.
- Formigine e Mirandolese retrocedono in Prima Categoria.

## Girone C

### Squadre partecipanti
| Squadra                | Città (provincia)               |
| ---------------------- | ------------------------------- |
| U.S. Audax Busseto     | Busseto (PR)                    |
| A.S. Castellana        | Castel Goffredo (MN)            |
| A.C. Castiglione       | Castiglione delle Stiviere (MN) |
| U.S. Correggese        | Correggio (RE)                  |
| U.S. Fabbrico          | Fabbrico (RE)                   |
| A.C. Fidenza           | Fidenza (PR)                    |
| Pol. Fossolese         | Fossoli (MO)                    |
| Pol. Lentigione        | Brescello (RE)                  |
| U.S. Montecavolo       | Montecavolo (RE)                |
| A.S. Polesine          | Polesine Parmense (PR)          |
| U.S. Porto Mantovano   | Porto Mantovano (MN)            |
| G.S. Quattro Castella  | Quattro Castella (RE)           |
| A.S. Sammartinese      | San Martino in Rio (RE)         |
| A.S. Termolan Bibbiano | Bibbiano (RE)                   |
| U.C. Viadana           | Viadana (MN)                    |
| A.S. Voltese           | Volta Mantovana (MN)            |

### Classifica finale
|  | Pos. | Squadra           | Pt | G  | V  | N  | P  | GF | GS | DR  |
|  | ---- | ----------------- | -- | -- | -- | -- | -- | -- | -- | --- |
|  | 1.   | Correggese        | 47 | 30 | 18 | 11 | 1  | 57 | 21 | +36 |
|  | 2.   | Sammartinese      | 42 | 30 | 16 | 10 | 4  | 35 | 13 | +22 |
|  | 3.   | Voltese           | 38 | 30 | 13 | 12 | 5  | 39 | 20 | +19 |
|  | 4.   | Porto Mantovano   | 37 | 30 | 13 | 11 | 6  | 46 | 25 | +21 |
|  | 5.   | Viadana           | 30 | 30 | 8  | 14 | 8  | 22 | 22 | 0   |
|  | 6.   | Fidenza           | 30 | 30 | 6  | 18 | 6  | 25 | 29 | -4  |
|  | 7.   | Fabbrico          | 30 | 30 | 8  | 14 | 8  | 27 | 32 | -5  |
|  | 8.   | Termolan Bibbiano | 29 | 30 | 8  | 13 | 9  | 25 | 24 | +1  |
|  | 9.   | Lentigione        | 29 | 30 | 6  | 17 | 7  | 17 | 24 | -7  |
|  | 10.  | Castellana        | 28 | 30 | 7  | 14 | 9  | 14 | 18 | -4  |
|  | 11.  | Audax Busseto     | 26 | 30 | 8  | 10 | 12 | 22 | 30 | -8  |
|  | 12.  | Montecavolo       | 26 | 30 | 5  | 16 | 9  | 17 | 32 | -15 |
|  | 13.  | Castiglione       | 24 | 30 | 5  | 14 | 11 | 22 | 26 | -4  |
|  | 14.  | Fossolese         | 24 | 30 | 7  | 10 | 13 | 14 | 31 | -17 |
|  | 15.  | Quattro Castella  | 22 | 30 | 5  | 12 | 13 | 21 | 28 | -7  |
|  | 16.  | Polesine          | 18 | 30 | 4  | 10 | 16 | 15 | 43 | -28 |

- Correggese ammessa alla finale, perde dopo gli spareggi con Castel San Pietro e Boca.
- Le squadre dal 1º al 10º posto sono ammesse in Eccellenza.
- Quattro Castella e Polesine Parmense retrocedono in Prima Categoria.

## Spareggi promozione
|                         | Risultati |                         | Data           |
| ----------------------- | --------- | ----------------------- | -------------- |
| Correggese              | 0 - 0     | Boca                    | 2 giugno 1991  |
| Castel San Pietro Terme | 3 - 1     | Correggese              | 9 giugno 1991  |
| Boca                    | 0 - 0     | Castel San Pietro Terme | 16 giugno 1991 |
|                         |           |                         |                |
| Boca                    | 2 - 1     | Correggese              | 23 giugno 1991 |
| Correggese              | 2 - 2     | Castel San Pietro Terme | 30 giugno 1991 |
| Castel San Pietro Terme | 0 - 2     | Boca                    | 7 luglio 1991  |
|                         |           |                         |                |

### Classifica finale
|  | Pos. | Squadra                 | Pt | G | V | N | P | GF | GS | DR |
|  | ---- | ----------------------- | -- | - | - | - | - | -- | -- | -- |
|  | 1.   | Boca                    | 6  | 4 | 2 | 2 | 0 | 4  | 1  | +3 |
|  | 2.   | Castel San Pietro Terme | 4  | 4 | 2 | 1 | 1 | 5  | 5  | 0  |
|  | 3.   | Correggese              | 2  | 4 | 0 | 2 | 2 | 4  | 7  | -3 |

Legenda:
      Promosso in Campionato Interregionale 1991-1992.
Regolamento:
Due punti a vittoria, uno a pareggio, zero a sconfitta.
Note:
Spareggi necessari perché su 3 gironi sono previste solo 2 promozioni.